# Ernest Reyer
Ernest Reyer (Marsella, 1 de desembre de 1823 - Lo Lavandor, 16 de gener de 1909) fou un compositor francès.
Als setze anys ingressà en l'administració pública, en contra de la seva voluntat, i fou destinat a Algèria, on hi va romandre un cert temps, al seu retorn aprengué música amb una tia carnal seva, pianista de talent però amb poca ciència musical per a satisfer les ànsies de saber del jove Ernest. Desgraciadament no tingué cap altre mestre, i les seves obres, àdhuc les més notables, es ressentiren d'algunes llacunes de la seva educació musical.
El 1850 feu cantar la seva oda simfònica amb cors Sélam, amb text de Théophile Gautier, i el 1854 estrena la seva primera òpera Maître Wolfram, que fou molt ben acollida, així com les següents, però a partir del 1871 començà per a Reyer una època de desgràcies i les portes de tots els teatres lírics de França es tancaren per a ell, veient-se obligat a estrenar les seves millors òperes a Brussel·les, i només l'èxit aconseguit obligà l'empresa de l'Òpera de París a admetre les partitures del ja veterà compositor, que succeí a David en l'Acadèmia de Belles Arts i en Berlioz en la crítica musical del Journal des Débats.
A més de les obres citades va compondre: 
- Sakountala, ball (1858)
- La Statue, òpera (1861)
- Erostrate, òpera (Baden, 1862)
- Sigurd, òpera (1884), en aquesta obra el dia de l'estrena debutà la cantant francesa Rose-Lucille Meuniez de Caron.[1]
- Salambô, òpera (1890)

Totes impregnades d'un profund sabor wagnerià. A més va compondre l'escena dramàtica Madeleine du désert, els cors a 4 veus Himne du Rhin; Les buveurs, Chant du paisans, Les assiégés, etc. Finalment, col·laborà en la Revue Française, La Presse, Moniteur, etc. i publicà un volum titulat Notes de musique (París, 1875).

## Anàlisi tècnica
Reyer desconegué l'estil simfònic; no va compondre res per a orquestra. Això és degut probablement a la deficiència de la seva educació musical, que no li va permetre familiaritzar-se amb els procediments tècnics d'aquell gènere de música. Malgrat tot no es pot negar que Reyer fou un dels compositors més originals i interessants del segle xix, a pesar de les seves imperfeccions força freqüents de les seves obres, d'una harmonia no gaire pura a voltes ni variada, i l'orquestra no sembla massa curosa i amb l'esmerç i elegància d'altres compositors.
No obstant això, diuen els crítics, aquests defectes resten reeixits amb escreix per la sinceritat del pensament. La frase melòdica, d'una extrema puresa de forma, és sempre original. En les seves òperes Reyer procurà no apartar-se del classicisme de Gluck i de Weber, i en aquest sentit bé pot classificar-se en Reyer entre els deixebles de Berlioz, del qual en fou un gran admirador, sense que desdenyes gens ni mica a Wagner, l'estil del qual acceptà diverses vegades en els seus drames lírics.